# Anthelupt
Anthelupt ist eine französische Gemeinde mit 442 Einwohnern (Stand 1. Januar 2022) im Département Meurthe-et-Moselle in der Region Grand Est (vor 2016 Lothringen). Sie gehört zum Arrondissement Lunéville und zum Kanton Lunéville-1. Die Einwohner nennen sich Antheluptois(es).

## Geografie
Die Gemeinde liegt etwa 19 Kilometer südöstlich von Nancy im Süden des Départements Meurthe-et-Moselle. Nachbargemeinden sind Crévic im Norden, Maixe im Nordosten, Deuxville und Vitrimont im Osten, Damelevières im Süden, Rosières-aux-Salines im Südwesten, Hudiviller im Westen sowie Flainval im Nordwesten. Die Gemeinde besteht aus dem Dorf Anthelupt sowie einigen Einzelgehöften.

## Geschichte
Der Ort wurde bereits früh besiedelt. Dies belegten Grabungen, die Funde aus gallo-römischer Zeit zutage förderten. Die heutige Gemeinde wurde 1125 unter dem lateinischen Namen Antelu erstmals in einem Dokument der Abtei Senones erwähnt. Im Mittelalter wechselten die regierenden Familien. Anthelupt gehörte historisch zum Herzogtum Lothringen, das 1766 an Frankreich fiel. Bis zur Französischen Revolution lag die Gemeinde dann im Grand-gouvernement de Lorraine-et-Barrois. Von 1793 bis 1801 war die Gemeinde dem Distrikt Lunéville zugeteilt. Die Gemeinde lag bis 1871 im alten Département Meurthe.

## Bevölkerungsentwicklung
| Jahr                       | 1962 | 1968 | 1975 | 1982 | 1990 | 1999 | 2007 | 2019 |
| Einwohner                  | 301  | 295  | 294  | 392  | 406  | 430  | 442  | 452  |
| Quellen: Cassini und INSEE |      |      |      |      |      |      |      |      |

## Verkehr
Anthelupt liegt nahe der Bahnstrecke von Lunéville nach Nancy. In der Nachbargemeinde Damelevières gibt es eine Haltestelle. Die N333 (Regionaler Teil der N4 Paris-Nancy-Strassburg) führt quer durch die Gemeinde. Der nächste Vollanschluss ist in der Nachbargemeinde Hudiviller. Für den regionalen Verkehr ist die D400 wichtig, die durch das Dorf führt.

## Sehenswürdigkeiten
- Dorfkirche Saint-Pierre, nach dem Ersten Weltkrieg wiederaufgebaut
- Denkmal für die Gefallenen[2]
- Kreuz mit Pietà auf dem Dorffriedhof

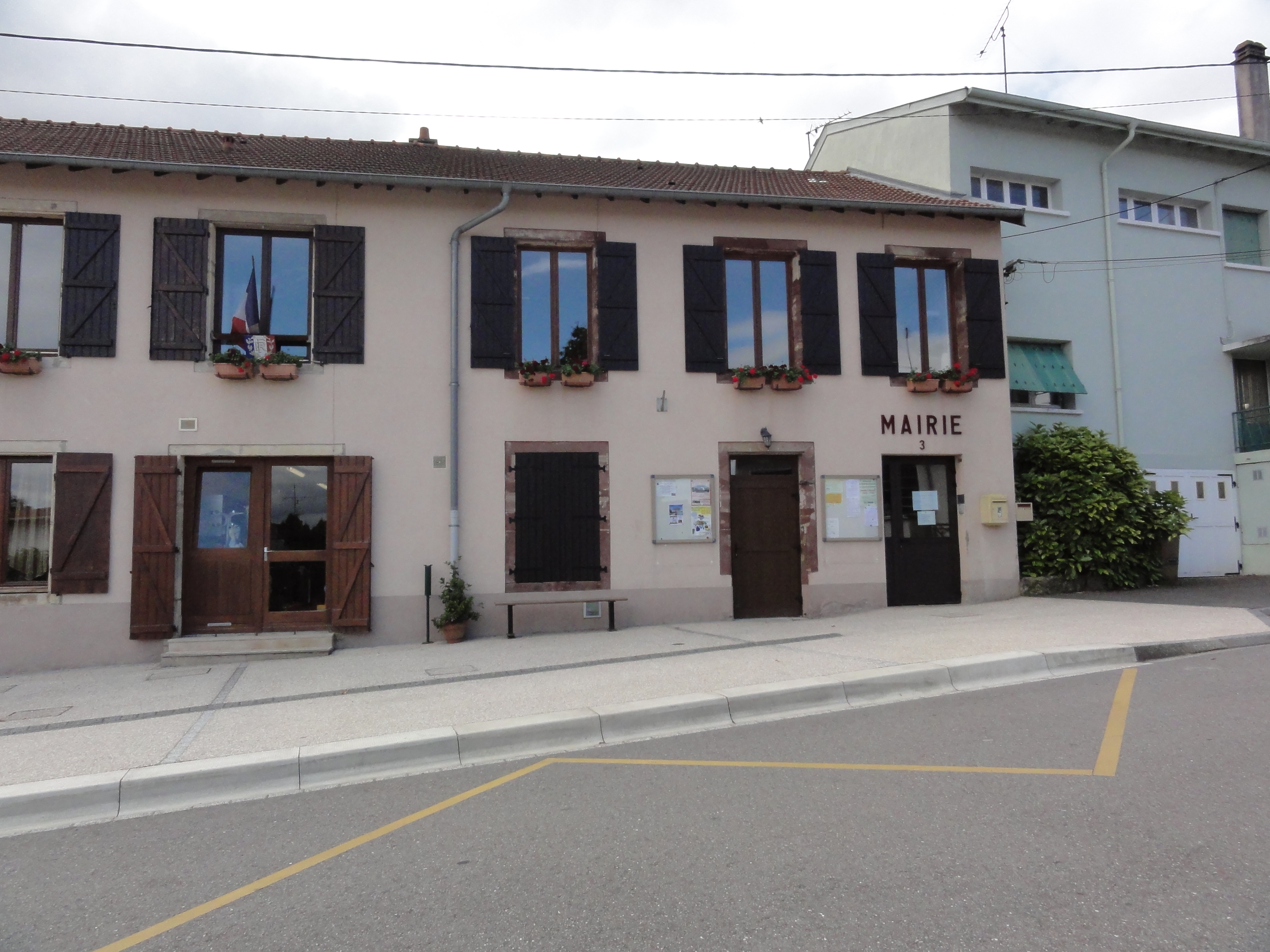
Rathaus (Mairie) der Gemeinde
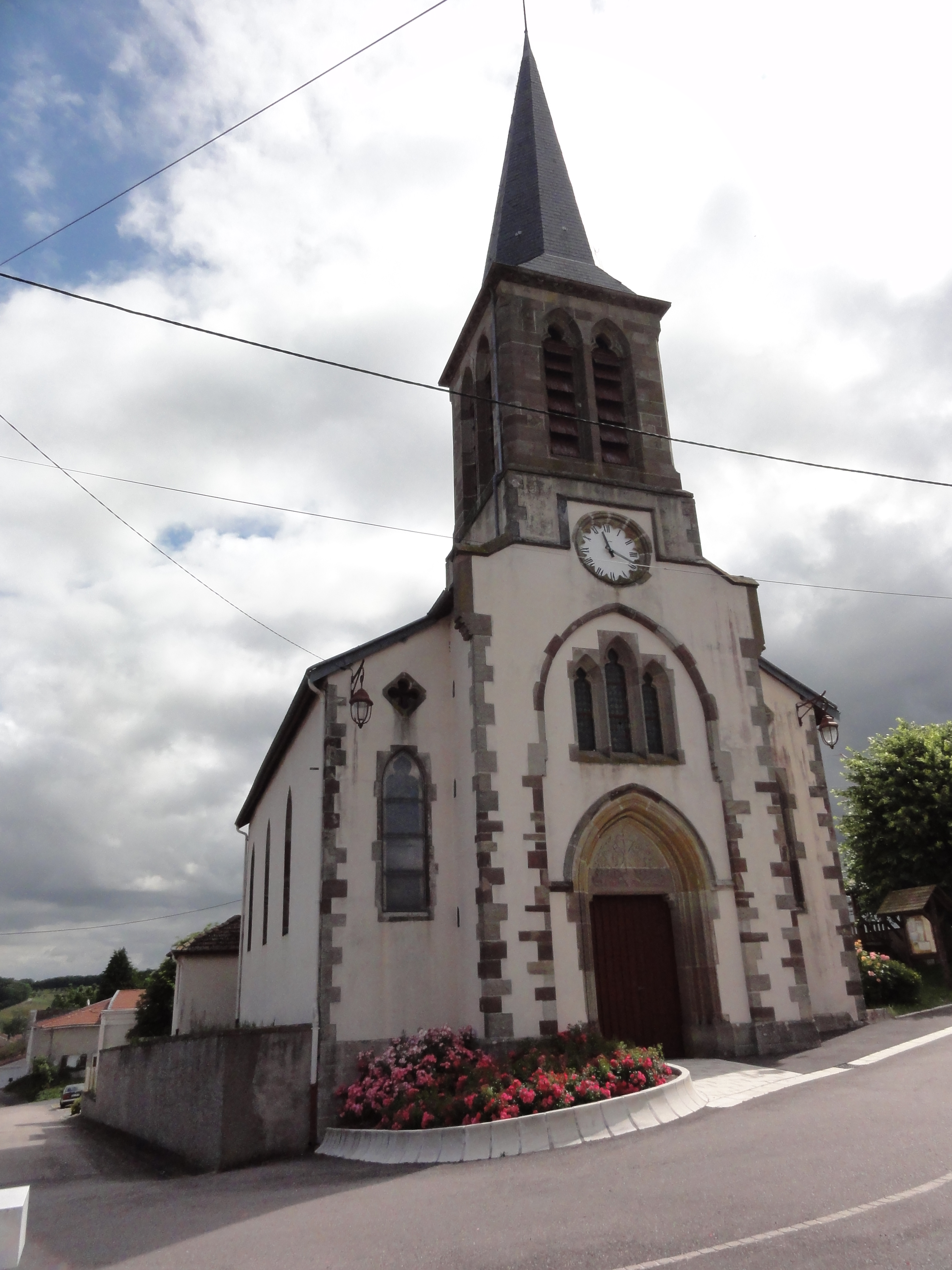
Dorfkirche Saint-Pierre
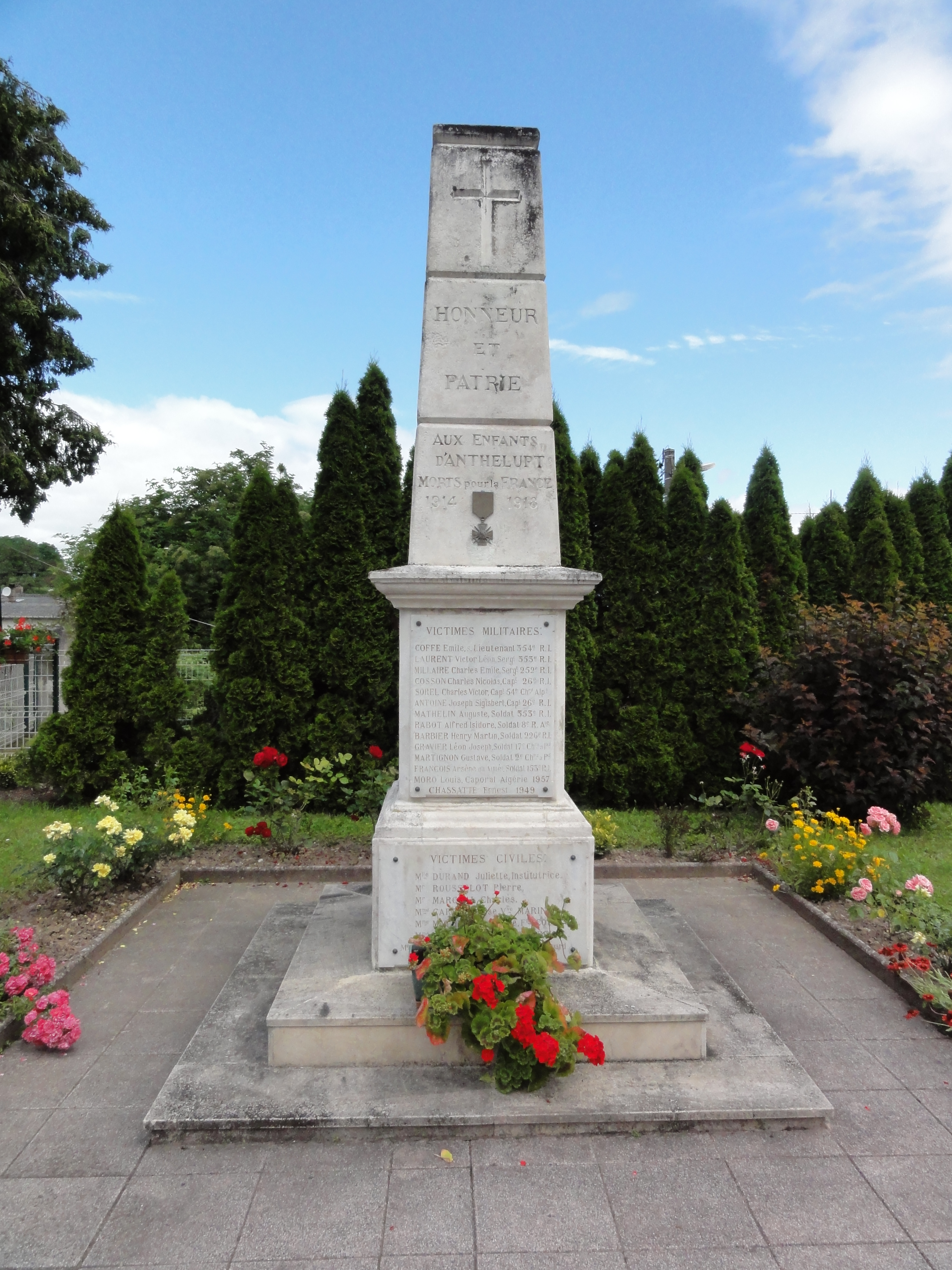
Denkmal für die Gefallenen
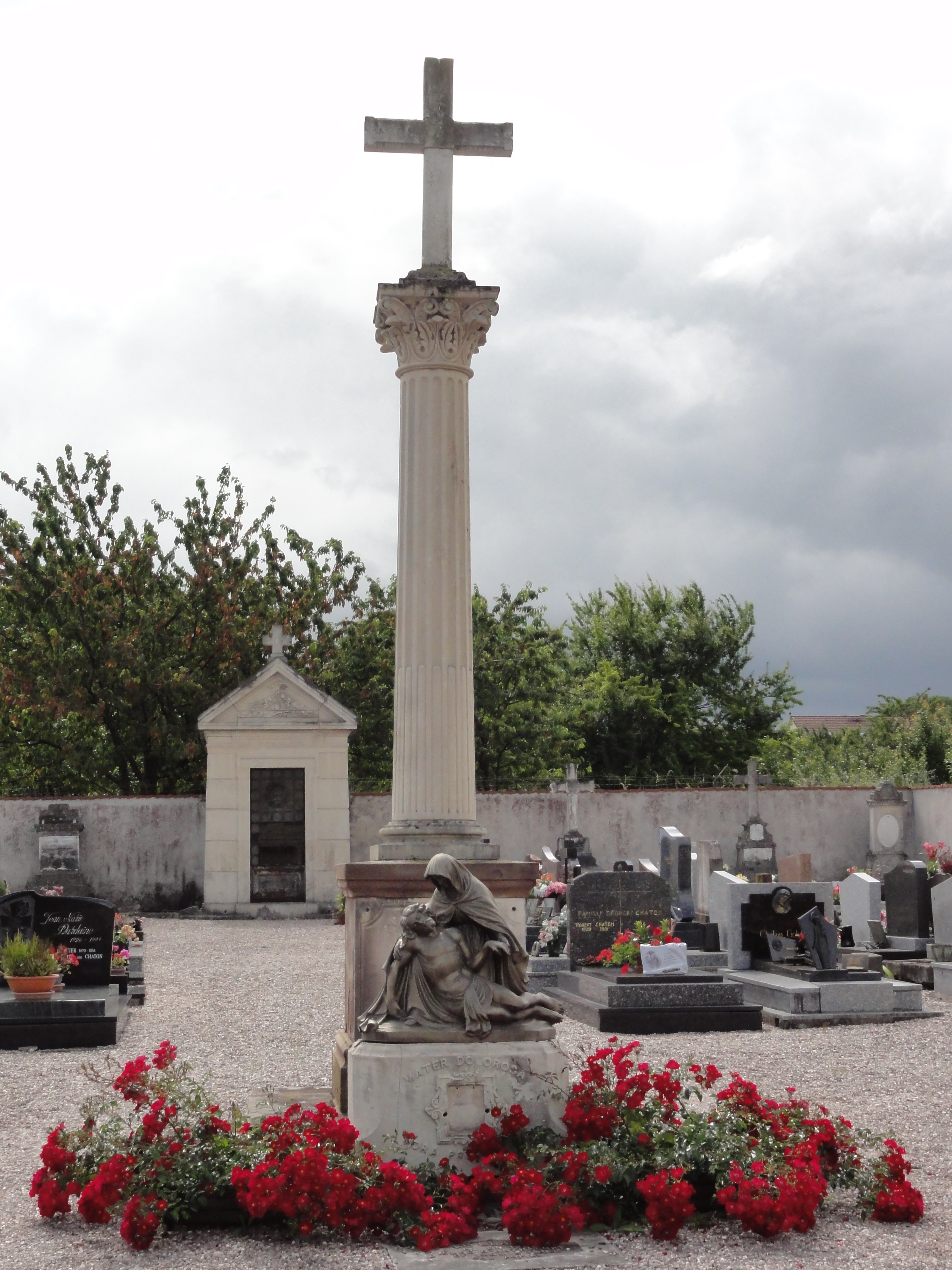
Kreuz auf dem Dorffriedhof